# Hurrah! (singolo)
Hurrah! è un singolo del cantautore italiano Umberto Tozzi, pubblicato su vinile a 45 giri nel 1984. Il brano è estratto dall'omonimo album di Tozzi.
Il lato B è stata inserita del vinile e contiene la versione in inglese dello stesso brano.